# アビグローバル
株式会社アビ・グローバル（英: Avi Global Co., Ltd.）は、大阪府大阪市に本社を置き、土木・福祉施設会計関係のソフトウェアを開発販売している日本の企業である。

## 沿革
- 1992年 株式会社アビ・コーポレーション設立、土木積算ソフトウェア事業を行う。
- 1993年 関西営業所開設、四国営業所開設、九州営業所開設。
- 1997年 関東営業所開設。
- 1999年 福祉ソフトウェア事業を行う兵庫県神戸市中央区磯辺通の株式会社グローバルネットワークと合併、社名を株式会社アビ・グローバルとする。3階建て関西支店アビ福島ビル社屋完成。のちに1階部分の役員用駐車場を改築しシステムサポート部門のオフィスとなる。
- 2004年 本社を移転（大阪府大阪市）し、現本社（福岡県福岡市）を九州本店とする。資本金2,000万円に増加。
- 2006年 関連会社として愛維環球（大連）科技有限公司（中国遼寧省大連市）設立。
- 2007年 中国営業所開設、関東営業所移設。
- 2009年 株式会社コンピュータシステム研究所の完全子会社となる。
- 2010年 株式会社コンピュータシステム研究所に福祉ソフトウェア事業を譲渡。
- 2013年10月 株式会社コンピュータシステム研究所からエヌ･ディーソフトウェア株式会社へ福祉ソフトウェア事業（旧アビ・グローバルの福祉ソフトウェア部門）を譲渡、ソリューション事業部 関西第三営業所となる。
- 2013年12月 ソリューション事業部 関西第三営業所が旧アビ・グローバル関西支店アビ福島ビルから新大阪へ移転となる。2021年9月現在では旧アビ福島ビルは取り壊され、コインパーキングとなっている。

## 主な製品
- STEP（社会福祉法人会計システム）
- LOOK II（障害福祉請求システム）